# Lisa Milne
Lisa Milne (* 22. April 1971 in Aberdeen) ist eine schottische Opernsängerin (Sopran).

## Leben
Milne besuchte ab 1985 die North East of Scotland Music School und studierte an der Royal Scottish Academy of Music and Drama bei Pat McMahon. Sie debütierte als Opernsängerin an der Scottish Opera als Alisia in L’elisir d’amore und sang 1994–1995 die Semele und Adele in der Fledermaus sowie mehrere große Mozart-Partien. Sie trat auch in der English National Opera, der Welsh National Opera, der Stuttgarter Oper, der Königlichen Oper Kopenhagen und bei den Händelfestspielen in Göttingen auf.
In der Fidelio-Produktion der Salzburger Festspiele sang sie unter Simon Rattle in Japan die Marzelline, in der Metropolitan Opera trat sie unter James Levine als Pamina auf. 1998 debütierte sie in der Wigmore Hall und  beim Edinburgh Festival unter Sir Thomas Allen und Sir Charles Mackerras. Mit dem City of Birmingham Symphony Orchestra unter Simon Rattle sang sie die Welturaufführung von Simon Holts Sunrise Yellow Noise. Daneben trat sie auch bei den BBC Proms, in der Usher Hall in Edinburgh und mit José Carreras in der Royal Albert Hall auf.
Milne nahm u. a. Alben bei Hyperion (Kantaten von Händel und Vivaldi sowie Volkslieder von den Hebriden), Decca (Vaughan Williams’ Serenade to Music mit Sir Roger Norrington) und EMI auf. Sie unterrichtet an der North East of Scotland Music School.